# Хитово (Болгария)
Хитово (болг. Хитово) — село в Болгарии. Находится в Добричской области, входит в общину Добричка. Население составляет 202 человека.

## Политическая ситуация
В местном кметстве Хитово, в состав которого входит Хитово, должность кмета (старосты) исполняет Светлан Николов Великов (Граждане за европейское развитие Болгарии (ГЕРБ)) по результатам выборов правления кметства.
Кмет (мэр) общины Добричка — Петко Йорданов Петков (Болгарская социалистическая партия (БСП)) по результатам выборов в правление общины.